# Старая Лопастейка (река)
Старая Лопастейка — река в России, протекает в Саратовской области. Устье реки находится в 10,5 км по левому берегу реки Донгуз. Длина реки составляет 13 км.

## Данные водного реестра
По данным государственного водного реестра России относится к Нижневолжскому бассейновому округу, водохозяйственный участок реки — Терешка от истока и до устья, речной подбассейн реки — подбассейн отсутствует. Речной бассейн реки — Волга от верховий Куйбышевского вдхр. до впадения в Каспий. Код водного объекта в государственном водном реестре — 11010001912112100010554.